# Flexibilidad cérea
La flexibilidad cérea es un síntoma psicomotor de la esquizofrenia catatónica que lleva a una disminución de la respuesta a los estímulos y una tendencia a permanecer en una postura inmóvil.
Por ejemplo, si uno fuera a mover el brazo de alguien con flexibilidad cérea, él mantendría su brazo donde se movió hasta que se mueva de nuevo, como si fuera de cera. Sin embargo, es importante notar que aunque la flexibilidad cérea ha estado vinculada históricamente con la esquizofrenia, también hay otros trastornos que se pueden asociar, por ejemplo, el trastorno del humor con un comportamiento catatónico.